# Bułat (imię)
Bułat – imię pochodzenia gruzińskiego.

## Znane osoby o tym imieniu lub nazwisku
- Bułat Okudżawa – rosyjski bard, poeta, prozaik, kompozytor ballad, pieśni lirycznych i satyrycznych, dramaturg.
- Bułat Abilov – polityk kazachski
- Bułat Czagajew – biznesmen z Czeczenii, znany jako główny akcjonariusz szwajcarskiego klubu piłkarskiego Neuchatel Xamax
- Bołat Nijazymbetow – kazachski bokser kategorii lekkopółśredniej, brązowy medalista
- Bułat Szawalejew – rosyjski hokeista
- Bołat Żumadyłow – kazachski bokser, dwukrotny srebrny medalista olimpijski w kategorii muszej
- Bułat, Boris Adamowicz (1912-1984) – dowódca brygady partyzanckiej "Forward", Bohater Związku Radzieckiego.
- Bułat, Władimir Andriejewicz (1922-2008) – strzelec, Bohater Związku Radzieckiego.
- Bułat, Nina (ur. 1924) – Bohater Pracy Socjalistycznej.